# David Matthew Ceperley

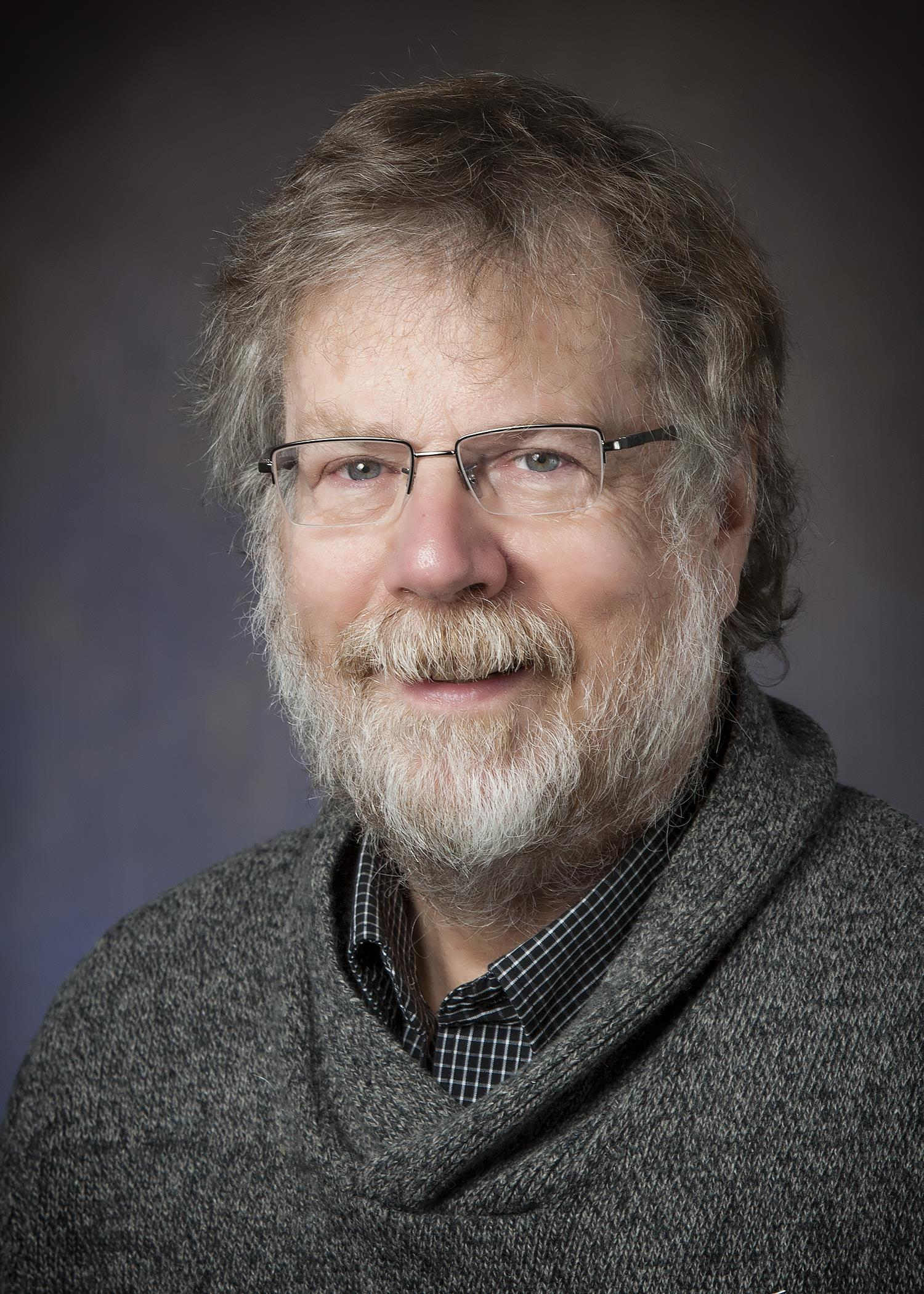
David Matthew Ceperley, 2020

David Matthew Ceperley (* 26. Dezember 1949 in Charleston, Virginia)  ist ein US-amerikanischer Physiker.
Ceperley studierte Physik an der University of Michigan mit dem Bachelor-Abschluss 1971 und wurde 1976 an der Cornell University promoviert. Als Post-Doktorand war er an der Universität Paris-Süd und der Rutgers University. Danach war er am Lawrence Berkeley National Laboratory und Lawrence Livermore National Laboratory. Seit 1987 ist er Professor an der University of Illinois at Urbana-Champaign, wo er am National Center for Supercomputer Applications tätig ist.
Ceperley ist für seine Beiträge zur Computerphysik bekannt, insbesondere bei Quanten-Monte-Carlo-Verfahren und Weg-Integral-Monte-Carlo-Methoden für Quantensysteme bei endlicher Temperatur. Er wandte diese unter anderem auf superfluides Helium und Wasserstoff unter extremen Bedingungen an. 1980 berechnete er mit Bernie Alder den Grundzustand des Elektronengases.
1998 erhielt er den Aneesur-Rahman-Preis und 1994 die Feenberg-Medaille für seine bahnbrechenden Beiträge zur computerunterstützten Vielteilchenphysik, die unser Verständnis grundlegender stark-wechselwirkender Quantensysteme in eine neue Ära führten und den Weg für die quantitative mikroskopische Vorhersage der Eigenschaften realer, komplexer Materialien eröffneten (Laudatio). Er ist Mitglied der American Academy of Arts and Sciences (seit 1999), der American Association for the Advancement of Science, der American Physical Society und der National Academy of Sciences (2006).

## Schriften
- mit Jeffrey M. McMahon, Miguel A. Morales, Carlo Pierleoni: The properties of hydrogen and helium under extreme conditions,  Reviews of Modern Physics, Band 84, 2012
- Path integrals in the theory of condensed helium, Rev. Mod. Phys. 67, 279–356 (1995).
- mit B. J. Alder. Ground state of the electron gas by a stochastic method., Phys. Rev. Lett. 45, 566–569 (1980)